# Llista d'emuladors
Aquest article tracta sobre programes de programari que emulen una videoconsola o màquina recreativa, sistemes operatius o CPU's.

## Sistemes Arcade
- Ace: Un emulador de CPS1/CPS2/Neogeo[2]
- Calice Un emulador de plaques àrcade de Capcom
- Callus
- EmuDX Enhanced Arcade Machine Emulator
- FinalBurn
- FinalBurn Alpha Arxivat 2009-03-14 a Wayback Machine. emula les plaques CPS i NeoGeo
- Kawaks
- PINMAME PINball Múltiple Arcade Machine Emulator
- MAME Multiple Àrcade Machine Emulator
- Modeler
- Nebula Arxivat 2021-04-18 a Wayback Machine.
- Raine emulador de jocs de Taito, Gipó, Toaplan, NMK, Capcom
- Shark Emulator emulador de jocs arcade per a Toaplan per a Windows
- Sparcade Arxivat 2006-12-24 a Wayback Machine.
- Xcade per a Palm VOS
- XMAME MAME per a X Window System
- zinc

## Avionics Systems
- Virtual AGC Apollo Guidance Computer

## CPU
Llista d'emuladors de CPU :
- 6502
  - A6502
  - M6502
- MIPS
  - GXemul
- x86
  - CodeMorphing - Transmeta x86 emuladors per a CPUs Transmeta, Crusoe i Efficeon.
- 68040
  - Mac 68K emulator per a PowerPC Mac VOS

## Ordinadors (orientats a l'oci)
Llista ordenada segons el fabricant:

### Acorn Computers Ltd
- BBC Micro
  - B-Em per a DOS, Windows i Mac VOS X
  - BeebEm per a Windows
  - 6502Em Arxivat 2006-10-13 a Wayback Machine. per a RISC VOS
  - Horizon per a Mac VOS X
- Electron
  - ElectrEm per a Windows, DOS, UNIX/Linux i Mac VOS X
- RISC VOS
  - ArcEm per a X-Windows, Windows, RISC VOS, Mac VOS X

### Amiga
- Fellow
- UAE Emulador d'Amiga per a Unix.
- Amiga Forever
- E-UAE
- WinUAE per a Windows
- WHDLoad per a Amiga

### Amstrad
- CPC
  - WinAPE per a Windows
  - Arnold per a Windows, Mac, Linux
  - CPC++ per a Mac VOS X, Mac VOS, Linux, Solaris

### Apple II
- AppleCE per a les Pocket PC
- AppleIIGo per a telèfons mòbils
- Apple II Portable per a la PSP
- Apple IIe Emulator per a Windows
- Applelet Java applet
- Apple Oasi
- AppleWin per a Windows
- Bernie II the Rescue emula l'Apple IIGS en Macintosh
- Catakig per a Macintosh
- IIe per a Macintosh
- KEGS per a Apple IIgs
- KEGS32 emula l'Apple IIGS en Windows
- PalmApple per a Palm VOS
- Virtual per a Mac VOS X
- XGS/32 emula l'Apple IIgs en Windows

### Apple ///
- Sara per a Macintosh

### AppleMacintosh Plus
- Spectre GCR per a la Atari ST
- vMac per a múltiples plataformes.

### AppleMacintoshbasat en68040CPU
- Basilisk II
- FUSIÓ
- Gemulator

### AppleMacintoshbasat enPowerPCCPU
- PearPC

### Atari XL/XE
- Atari800

### Atari ST
- Gemulator
- Hatari
- Pacifist
- STonX per a la X Window System
- Winston
- Aranym

### Commodore 64
- A64
- CCS64
- Frodo
- VICE

### DEC Alpha
- Simics

### DECPDP-11
- SIMH

### DEC VAX
- SIMH

### IA-64
- NUE Arxivat 2008-12-01 a Wayback Machine.
- Simics
- Ski Arxivat 2006-03-12 a Wayback Machine.

### IBM mainframe
- Hercules
- FLEX-ES

### MSX
- blueMSX
- BrMSX
- fMSX
- ParaMSX

### SAM Coupé
- SIM Coupé

### Sinclair QL
- QLAY

### SWTPC 6809 amb Psymon i Flex09
- SWTPC 6809 amb Psymon i Flex09

### Sinclair ZX Spectrum
- ArmZX per a Palm VOS 5
- ZXPalm per a Palm VOS
- Z80Em Arxivat 2006-10-13 a Wayback Machine. for RISC VOS

### Tandy
- Tand-Em

### CalculadoraTexas Instruments
- Virtual TU

### Texas InstrumentsTI-99/4 and TU-99/Home Computer
- V9T9
- PC99

### TRS-80
- TRS-80 Colour Computer Emulator

### x86
- Bhole per a Linux, Windows, Sega Dreamcast
- Bochs
- DOSBox
- DOSEMU per a Linux
- FX!32
- Legacy
- Q - Qemu per a Mac VOS X
- Qemu
- RealPC
- Virtual PC per a Mac VOS X
- Win@

## Videoconsoles

### Consoles d'Atari
- Atari 2600
  - a26 per a MS-DOS
  - PC Atari Emulador per a MS-DOS
  - Stella Arxivat 2006-10-22 a Wayback Machine. per a múltiples plataformes
  - Virtual 2600 per a Unix
  - z26 Arxivat 2009-02-07 a Wayback Machine. per a múltiples plataformes
- Atari 5200
  - Atari800 per a múltiples plataformes
  - Atari800Mac per a Mac
  - Atari800Win
  - Atari800Win Plus[Enllaç no actiu] per a Windows
  - Jum52 per a Windows, MS-DOS, PlayStation 2
  - VSS Virtual Super System
- Atari 7800
  - EMU7800 per a Windows, es necessita el .NET
  - ProSystem Emulator per a Windows
- Atari Jaguar
  - Virtual Jaguar
  - Proyect Tempest
  - Jagulator

### Consoles deMicrosoft
- Microsoft Xbox
  - Cxbx
  - Xeon
  - Xbox360 (Microsoft)

### Consoles deNintendo
- Nintendo Entertainment System
  - BasicNES
  - biassos
  - FakeNES
  - Famtasia
  - FCE Ultra per a múltiples plataformes.
  - fwNES
  - iNES
  - Jnes
  - Mednafen per a múltiples plataformes
  - nemulator
  - nescafé a Java
  - Nessie
  - NESten
  - Nester
  - NESticle per a Windows
  - Nestopia
  - NEStra per a Linux
  - Nintendulador
  - NinthStar NES
  - Olafnes per a Windows
  - PocketNES per a Game Boy Advance
  - RockNES
  - Sega Li
  - SMYNES
  - SwNES
  - UberNES
  - VirtuaNES
- Super NES
  - bsnes
  - Snes9x
  - SNESGT
  - SNEeSe
  - SNEmul
  - ZSNES
  - SNES9X per a Macintosh
  - Súper Sleuth
- Nintendo 64
  - 1964
  - Mupen64
  - Nemu64
  - Project64
  - Project Unreality
  - Sixtyforce
  - TR64
  - UltraHLE
- Nintendo Gamecube i Wii
  - Dolphin
  - Dolwin
  - Gcube Arxivat 2008-11-01 a Wayback Machine.
  - WhineCube

### Consoles deSega
- Sega Dreamcast
  - Chankast
  - Dcemu
  - Icarus
  - nullDC
  - Dustcream
  - Swirly
  - DreamEMU
  - Dreamer
- Sega Genesis
  - Ages
  - DGen per a múltiples plataformes.
  - Genecyst
  - Gènesi Plus per a múltiples plataformes (entre elles la Sega Dreamcast i la Nintendo Gamecube).
  - Gens per a Linux i Windows
  - Gens32
  - Kega
  - Kega Fusió
  - KGen
  - Xega
- Sega 32X
  - Kega Fusió
  - retroDrive
  - Gens
- Sega Master System
  - BrSMS
  - Chasms
  - Dega Arxivat 2006-10-19 a Wayback Machine.
  - Emukon Arxivat 2009-12-17 a Wayback Machine.
  - Kega Fusió Arxivat 2005-10-16 a Wayback Machine.
  - Massage Arxivat 2006-10-14 a Wayback Machine. per a MS-DOS
  - Màster Gear
  - MEKA
  - MesaDX
  - SMS Plus Arxivat 2006-10-26 a Wayback Machine.
  - SMaSher Arxivat 2007-07-27 a Wayback Machine.
  - Wakalabis
- Sega Saturn
  - Giri Giri
  - Cassini
  - SSF
  - Satourne
  - Saturnin
  - Yabause

### Consoles deSony
- Sony PlayStation
  - AdriPSX ILE
  - Bleem!
  - Bleemcast!
  - ePSXe
  - PCSX
  - SSSPSX
  - Virtual Game Station
  - PSXeven
  - pSX Emulador Arxivat 2006-08-26 a Wayback Machine.
- Sony PlayStation 2
  - PCSX2
  - NeutrinoSX2

### Altres
- NEC Turbo Grafx 16
  - Hu6280
  - Hug!
  - Neco Arxivat 2006-10-18 a Wayback Machine.
  - Magic Engine
  - Mednafen per a múltiples plataformes
- NEC SuperGrafx
  - Magic Engine
  - Mednafen per a múltiples plataformes
- Arcadia 2001
  - Emulator2001
- ColecoVision
  - ADAMEm
  - blueMSX
  - MEKA
  - Mission per a MSX
  - Virtual ColecoVision al Java
- Intellivision
  - Bliss
  - INTV

## Telèfons mòbils i PDA
- Einstein (emulador) emulador de Newton - plataforma Arxivat 2006-11-01 a Wayback Machine.
- Siemens SMTK Arxivat 2006-04-05 a Wayback Machine.
- POSA (Palm VOS Emulador)

## Multi-system
- Emulogix
- MESS – Multiple Emulator Super System
- Kega Fusió
- Little John Palm per a Palm VOS

## Portàtils

### Portàtils deNintendosystems

#### Nintendo DS
- Dualis
- DeSmuME
- DSemu
- Ensata (només disponible per a desenvolupadors oficials, ja que és un programa realitzat per Nintendo)
- iDeaS

#### Game BoyiGame Boy Color
- BasicBoy
- BGB
- exboy
- gnuboy
- KiGB
- Liberty per a Palm VOS
- Mednafen per a moltes plataformes.
- NO$GMB
- Phoinix per a Palm VOS
- VisualBoyAdvance
- Wzonka-Lad per a Amiga

#### Game Boy Advance
- BoycottAdvance
- BoycottAdvance Online
- Mednafen per a moltes plataformes
- VisualBoyAdvance
- NO$GBA

### Altres portàtils

#### PlayStation Portable(PSP)
- VirtualPSP

#### Atari Lynx
- Handy
- MetaLynx
- Mednafen per a moltes plataformes.

#### Sega Game Gear
- DEGA
- Kega Fusió
- MEKA
- SMaSher
- Gizmo per a Palm VOS

#### SNK Neo Geo PocketiSNK Neo Geo Pocket Color
- NeoPocott
- NeoPop

#### Bandai Wonderswan
Vegeu també la comparació entre emuladors de wonderswan.
- Cygne
- OSwan
- WonderScott Online
- WSCamp

## Impressores
- DOSPrint - Emulador d'impressores [[Impresora#Matriz de punts [Dot-Matrix]|dot matrix]] de Epsonper a impressoras que no són Epson.
- Fplot - Emulador de Plòter per a imprimir arxius plòters en HPGL amb impressores sense HPGL.
- Ghostscript - Emulador d'impressores PostScript per a impressores sense PostScript.
- Plottergeist - Emulador de Plòter per a imprimir arxius plòters en HPGL amb impressores sense HPGL.
- QPCPrint - Un emulador de les impressores Epson ESC/P i ESC/P2 per a impressores que no són Epson.

## Programes pareguts als emuladors
Hi ha una gran quantitat de programes que donen compatibilitat per a executar programes dissenyats en altres sistemes operatius en el mateix maquinari, comportant-se d'una manera semblant a un emulador:
- Cygwin - És una eina per al desenvolupament de programari per a poder portar aplicacions que funcionana en sistemes POSTIX (com els sistema Linux,sistemes BSD i Unix) a funcionar en Microsoft Windows amb poc més que una simple recompilació.
- E/VOS, el seu objectiu és fer possible l'execució de qualsevol programa dissenyat en qualsevol sistema operatiu sense necessitat d'instal·lar qualsevol sistema operatiu.
- Executor - És un programa que tradueix l'API (Application Programming Interface) de Windows i Linux per a la 68k Apple Macintosh.
- FreeBSD i altres BSD Unix tenen traductors de crides al sistema permetent funcionar binaris Linux compilats per a aquestes plataformes.
- iBCS (Intel Binary Compatibility Standard) permeten funcionar que una gran quantitat de sistemes Unix x86 funcionen com un típic format binari.
- LINE va amb x86 Linux, programes al Microsoft Windows
- Mac-On-Linux, ShapeShifter, Simics, Parallels Workstation, Plex86, Virtual PC per a Windows, i VMware fan funcionar un sistema operatiu dins d'un altre. Aquesta tècnica s'anomena virtualització. Basilisk II suporta la virtualització de plataformes m68k.
- MinGW or Mingw32 (Minimalist GNU for Windows) és un programari per a portar aplicacions GNU a plataformes Win32.
- SCO UNIX
- ScummVM
- WABI (Windows Application Binary Interface) - Aplicació que traslladada a sistema Sun Microsystem l'API (Application Programming Interface) de Microsoft Windows
- WINE (WINE Is Not an Emulator) - Programa Open Source que traslladada a Linux l'API (Application Programming Interface) de Microsoft Windows. Els productes comercials basats en WINE són:
  - CrossOver Office de Codeweavers.
  - Cedega de Transgaming.
- CoLinux - per a utilitzar Linux davall Windows
- WinLinux - per a utilitzar Linux davall Windows